# پمپئی
ویرانه‌های پمپئی در نزدیکی شهر ناپل، کومونهٔ در ناحیهٔ کامپانیای ایتالیا قرار دارد. در آنجا آثاری از بناها و مردم شهر و مناطق باستانی پمپئی که بر اثر فوران آتشفشان کوه وزوو (وزویوس) ویران شده به چشم می‌خورد. پمپئی در کنار هرکولانیوم و بسیاری از مجموعه مناطق مسکونی اطراف در منطقه؛ عمدتاً به صورت ویرانه ۴ تا ۶ متر (۱۳ تا ۲۰ فوت) زیر خاکسترهای آتشفشانی و خاک که در اثر فوران آتشفشان که در سال ۷۹ پس از میلاد اتفاق افتاد، مدفون شدند. این احتمال مطرح شده که مردم این شهر بخاطر گازهای سمی حاصل از آتشفشان کشته شده‌اند و پژوهش‌های دیگر نشان داده آنها بخاطر حرارت بالا جان باخته‌اند. برخی نیز بر پایه نامه‌هایی که ۲۵ سال پس از این ماجرا نوشته شده به این نتیجه رسیده‌اند که مردم این منطقه بخاطر استشمام خاکسترهای آتشفشانی خفه شده‌اند. این شهر پس از آتشفشان به‌مدت ۱۵۰۰ سال مدفون شد تا اینکه به‌صورت کاملاً اتفاقی در سال ۱۵۹۹ میلادی کشف شد. این شهر تاریخی که جزو میراث جهانی یونسکو محسوب می‌شود که با بیش از دو میلیون و پانصد هزار بازدیدکننده در سال یکی از جاذبه‌های مهم ایتالیا به‌شمار می‌آید.
در ژوئن ۲۰۱۳ سازمان یونسکو هشدار داد: اگر بازسازی و حفظ آثار «موفق به ارائه پیشرفت قابل ملاحظه‌ای در دو سال آینده نشود» پمپئی می‌تواند در فهرست میراث جهانی در خطر قرار گیرد.
عملیات کاوش در چندین مکان ناشناخته در چند بخش شهر دوباره راه‌اندازی شده و در سال ۲۰۱۸ یافته‌های تازه‌ای گزارش شده است.

## پیشینه
شهر پمپئی ایتالیا معروف به «شهر سوخته» یکی از دیدنی‌های شگفت‌انگیز کشور ایتالیا است. پمپئی شهری بود که به گفته باستان شناسان در قرن ۶ و ۷ پیش از میلاد در نزدیکی ناپل امروزی در جنوب ایتالیا توسط «اوسک‌ها» بنا نهاده شد و در قرن ۴ پیش از میلاد با شکست اوسک‌ها جزء قلمرو رومی‌ها شد.

## چگونگی انهدام شهر
شهر پرتحرک پمپئی در سایه کوه آتشفشانی وزوو قرار داشت. در روز ۹ یا ۲۴ اوت ۷۹ میلادی آتشفشان وزوو فوران کرد و تنها در چند دقیقه شهر پمپئی با همه مردمانش زیر خاکستر آتشفشانی فرورفتند و کسی حتی فرصت نکرد که راه فراری بیاید و شهر پمپئی تا ارتفاع ۴ تا ۶ متر زیر خاکستر و سنگ‌های آتشفشانی مدفون شد.
دمای تولید شده آتشفشان در پمپی ۷۰۴ درجه سلسیوس بوده است و مردمان آن قبل از مدفون شدن زیر خاکستر به علت گرما و تنفس گازهای سمی آتشفشانی جان باخته‌اند.
برخی معتقدند گازهای سمی باعث مرگ مردم شده و برخی دیگر بر این باورند که شدت حرارت بالا مردم را کشته است و برخی دیگر ورود مواد مذاب به شهر را علت مرگ مردم می‌دانند. هنوز هیچ‌یک از این دیدگاه‌ها به‌طور کامل قطعی نشده و باستان‌شناسان همچنان در حال تحقیق‌اند.
بعد از موج اولیه بارش خرده سنگ در طول فوران آتشفشان وزوو، گردبادهای داغ و سوزان شهر را در هم نوردیدند. در این مدت هر کس در مسیر حرکت گردبادها بود، جان خود را از دست داد. این مسئله پدیده‌ای طبیعی است که از آن با عنوان «جریان مواد آذر آواری» (pyroclastic surge) یاد می‌شود.
این جریان به بهترین شکل، وجود وضعیت جنینی در اجساد کشف شده را نشان می‌دهد. در واقع برخلاف تصور عموم در مورد مرگ آرام به صورت خوابیده، فرد در این حالت به خاطر انقباض شدید و بی‌درنگ ماهیچه‌ای به وضعیت جنینی در می‌آید که به دنبال از دست دادن میزان بالایی از آب به وقوع می‌پیوندد. در واقع این جمود و اسپاسم نعشی، وضعیت الگوهای اسکلت اجساد کشف شده را نیز توضیح می‌دهد.

## اکتشاف
در سال ۱۷۴۸ مهندس اسپانیایی «روکو یواخین د آلکوبیر» (Rocque Joaquin de Alcubierre) موفق به کشف این مکان شد که در میان گرد و غبار و خرده سنگ‌ها دست‌نخورده حفظ شده بود. در سال ۱۸۶۳ باستان‌شناس ایتالیایی «جوزپه فیورلی» (Guiseppe Fiorelli) مسئولیت عملیات اکتشافی این محل را برعهده گرفته و شروع به حفاری‌های منظم و دقیق کرد. فیورلی در خلال کار متوجه شد که خاکسترهای نرم موجود درواقع نشان‌دهندهٔ حفره‌های برجا مانده از اجسادی هستند که در گذر سال‌ها پوسیده و از بین رفته بودند. او از شیوه‌ای خاص برای به زندگی برگرداندن این اجساد محو شده، استفاده کرد. به دستور فیورلی کارگران حفره‌های باقی مانده را با گچ پر کرده و بدین صورت از اجساد قالب گرفتند؛ بنابراین ساکنان قدیمی شهر بعد از قرن‌ها از ماجرای فوران آتشفشانی از نو متولد شدند، آن هم درست در همان شکل و شمایلی که در زمان حادثه داشتند.
در سال ۲۰۱۵ باستان‌شناسان شروع به استفاده از دستگاه سی‌تی اسکن برای آنالیز و بررسی دقیق اجساد مردگان کردند. در این میان یکی از یافته‌های برجسته این تحقیقات نشان داد که مردمان ساکن این شهر از دندان‌هایی سالم برخوردار بودند، چیزی که شاید در نگاه اول چندان واقعی به نظر نرسد!
در خلال حفاری‌های انجام شده، بسیاری از اجساد در وضعیتی یکسان و در حالت جنینی کشف شدند، وضعیتی که به صورت معمول در هنگام خفگی بروز پیدا می‌کند. این امر باعث شد که در همان نگاه نخست به نظر برسد علت مرگ آن‌ها استنشاق گازهای داغی بوده که به دنبال فوران آتشفشان شهر را دربرگرفته بودند. از سوی دیگر دانشمندان متوجه شدند بارانی از خرده سنگ‌های آتشفشانی خانه‌ها را در هم کوبیده است و آوار ناشی از این خرابی، شماری دیگر از ساکنان شهر که داخل خانه‌ها پنهان شده بودند را به کام مرگ فرستاده است.
با این حال بسیاری از اجساد در وضعیت‌های تصادفی و متفاوت کشف شده‌اند که نشان می‌دهد ساکنان از میزان وخامت اوضاع آگاه نبوده و بدون آمادگی به پیشواز مرگ رفته‌اند. از سوی دیگر این مسئله تعدادی از دانشمندان را مجاب کرد که به دلیل دمای بالا و غیرمنتظره فوران آتشفشان وزو، بسیاری از ساکنان در دم به صورت آنی جان خود را از دست دادند. فرضیه‌ای که با تئوری خفگی طولانی با خاکسترهای آتشفشانی در تضاد است.

## زندگی اجتماعی ساکنان شهر
با توجه به اینکه پمپئی هزاران سال پیش از میان رفته بود، مدت‌ها قبل از آنکه چیزی حتی نزدیک به روش‌های به کار رفته در دندانپزشکی مدرن امروزی ابداع شده باشد، حتی یک حفره یا پوسیدگی در دهان ساکنان این شهر مشاهده نشد. شاید یکی از دلایل عمده این مسئله وجود این حقیقت باشد که قله وزوو مدت‌ها قبل از اختراع فرایند تولید و فرآوری شکر و مواد قندی فوران کرد.
در آن زمان رژیم غذایی رومی‌ها دارای مقادیر بالایی فیبر، پروتئین و میوه‌جات بوده و میزان مواد قندی و شیرین آن بسیار پایین بود. این رژیم سالم در کنار وجود سطوح بالایی از فلورین در آب آشامیدنی و هوا باعث شد که دندان‌های ساکنان این شهر سالم باشد.

### کودکان مبتلا به بیماری کشنده سیفلیس
در گذشته اگر کودکی در این شهر رشد کرده و به ده سالگی می‌رسید، امری عجیب و غیرمنتظره رخ داده بود. در واقع در آن دوران به دلیل شیوع انواع بیماری‌های عفونی و نیز عدم دسترسی به امکانات درمانی، بسیاری از کودکان در سنین پایین جان خود را از دست داده و هرگز به بزرگسالی نمی‌رسیدند. در این مورد از آن جایی که بیماری‌ها اثرات خود را روی استخوان‌های بدن نیز برجای می‌گذارند، باستان‌شناسان به حقایق جالبی دست پیدا کردند. آن‌ها تعدادی از کشنده‌ترین عوامل مرگ و میر کودکان شهر را مشخص کردند که در این میان سیفلیس یکی از مهم‌ترین دلایل تلفات در سنین پایین بود. باستان‌شناسان با بررسی نشانه‌های برجای مانده روی استخوان‌های بدن یک دوقلوی کم سن و سال به این حقیقت پی بردند که آن‌ها به سیفلیس موروثی مبتلا بودند.
از سوی دیگر این امر نشان می‌دهد که برخلاف باور رایج این کریستف کلمب نبود که سیفلیس را به اروپاییان معرفی کرد چرا که این بیماری بیش از هزار سال قبل از سفر دریایی معروف این کاشف شناخته شده، هم در اروپا وجود داشته است.
براساس مطالعات و نظرات «فابین کانز» (Fabian Kanz)، انسان‌شناسی که استخوان قربانیان را مورد بررسی قرار داد، چنین به نظر می‌رسد که بسیاری از کودکان از بیماری‌های رایج دوران طفولیت که اثرات خود را روی مینای دندان و استخوان آن‌ها برجای گذاشته است، جان به در برده‌اند. این مسئله نشان می‌دهد که والدین و خانواده‌های توسعه یافته آن دوران نقشی مؤثر در این امر داشته و در زمینه مراقبت کردن از کودکان خود در دوران خردسالی و نیز جوانی سهمی مهم برعهده داشته‌اند.
در واقع این یافته‌ها نشان می‌دهد که ساکنان شهر برای مراقبت‌های ضروری از کودکان و کمک به رشد و بالندگی آن‌ها هیچ کوتاهی نداشته و وقت خود را کاملاً به این مسئله اختصاص می‌دادند. هرچند که شاید بهتر بود در کنار این مراقبت‌ها، به کودکان خود در مورد کارهای ضروری برای زنده ماندن نیز آموزش داده می‌شد. با این حال چنین دقت و مراقبتی از کودکان شگفت‌انگیز است، چیزی که نمی‌توان آن را در مورد دیگر جوامع باستانی گذشته نیز بیان کرد.

## ویژگی‌ها و معماری
شهر تاریخی پمپئی یک بار در سال ۶۲ میلادی به واسطه وقوع زمین‌لرزه ویران شد اما تا سال ۷۹ میلادی مجدداً بازسازی شد که در همین سال، فوران آتشفشان قله «وزوو» شهر را برای همیشه مدفون نمود. شناسایی و کشف شهر «هرکولانیوم» که در مجاورت شهر باستانی پمپئی قرار داشت، مقدمه‌ای شد تا این شهر تاریخی نیز پس از سال‌ها از زیر لایه‌های ضخیم خاکستر به بیرون رانده شود.
محل گردهمایی‌ها، گرمابه‌ها، بسیاری از خانه‌ها و برخی ویلاهای این شهر تاریخی به‌طور کامل و دست‌نخورده از دل خاکبرداری‌ها بیرون آمد و همین امر موجب شد تا باستان‌شناسان، شهر پمپئی را تنها شهر باستانی که نقشه توپوگرافیک آن - بدون هیچ دست‌خوردگی - سالم مانده است، اعلام کنند.
خیابان‌های شهر بر اساس سنت اصیل رومی‌ها در خطوط مستقیم و به‌طور شبکه‌ای ایجاد شده است. این خیابان‌ها با سنگ‌های چندضلعی فرش شده و دو طرف آنها را انبوهی از خانه‌ها و فروشگاه‌ها فراگرفته است.
معبد «ونوس» - الهه نگهبان شهر - از جمله این دیدنی‌هاست که البته زمین‌لرزه و آتشفشان، بنای اصلی آن را ویران کرده است.
فوروم‌ها یا محل‌های گردهمایی، از جمله مکان‌های دیگری هستند که گردشگران را مجذوب خود می‌کنند. فوروم اصلی شهر، قلب سیاست، مذهب و حیات اجتماعی در پمپئی بوده که دورتادور آن را ساختمان‌های عمومی دربر گرفته است. عرض این میدان چهارگوش، ۳۸ و طول آن ۱۴۲ متر است. در ضلع جنوبی این میدان، سکوهایی قابل مشاهده است که زمانی تندیس‌های افراد ثروتمند شهر را روی آنها نصب می‌کردند.
معبد «آپولو» در شهر تاریخی پمپئی و در غرب میدان فوروم این شهر قرار دارد. در دو سمت معبد، تندیس‌هایی از آپولو و دایانا قرار دارد که البته تندیس‌های اصلی، پس از کشف و بررسی، در موزه باستان‌شناسی ناپل جای گرفته‌اند.
باسیلیکا که مهم‌ترین بنای عمومی در شهر پمپئی به‌شمار می‌آید نیز از مکان‌های دیگر گردشگری در شهر است. ساختمان باسیلیکا، در واقع ساختمان دادگستری و محل گردهمایی بازرگانان بود. این ساختمان، مستطیل‌شکل است و ۲۴ در ۵۵ متر مساحت دارد. ضمن اینکه ۲۸ ستون بزرگ در آن به چشم می‌خورد.
معبد «ژوپیتر» که قدمت آن به سده دوم میلادی می‌رسد و به پرستش ژوپیتر و مینروا اختصاص داشته نیز از مکان‌های دیگر قابل بازدید است. در این معبد، تندیسی از سنگ مرمر از ژوپیتر قرار داشت که اکنون در موزه باستان‌شناسی ناپل نگهداری می‌شود.
گرمابه‌های استابیان که قدمت آن‌ها به دوران استعمار رومیان بازمی‌گردد نیز در کنار فوروم مثلثی، تئاتر بزرگ شهر با معماری یونانی و ظرفیت گنجایش ۵ هزار نفر در کنار آمفی تئاترهای کوچک و بزرگ، از دیگر دیدنی‌های شهر باستانی پمپئی به‌شمار می‌آیند. در پمپئی باستانی و تاریخی، هم‌اکنون پمپئی جدیدی ایجاد شده که در ایام تابستان و پاییز به محلی برای تجمع گردشگران و به‌ویژه زائران ایتالیایی تبدیل می‌شود.
پس از ورودی آمفی‌تئاتر شهر پمپئی، در سمت چپ، منطقه مسکونی پمپئی جدید قرار دارد. پمپئی جدید، در واقع شهرکی است که حتی پس از وقوع آتشفشان مشهور سال۷۹میلادی، مسکونی باقی مانده است.
این شهرک جدید که در واقع «کامپوپومپیانو» نام داشت، طی قرن‌های گذشته شاهد وقوع رویدادها و حوادث بزرگی بود. در سال۱۸۷۳ بارتولو لونگو، صومعه مریم رزاری را در این منطقه بنا کرد که خیلی زود به زیارتگاهی همگانی برای زائران و گردشگران تبدیل شد.

## تأثیرات
این واقعه تا به امروز تأثیراتی بر سینما، داستان‌ها، افسانه‌ها و فرهنگ مردم داشته است. از جمله این‌ها می‌توان به فیلم سینمایی پمپئی که در سال ۲۰۱۴ منتشر شد، اشاره کرد. همچنین بسیاری از رمان نویسان با الهام گرفتن از این واقعه رمان‌های متعددی را به چاپ رسانده‌اند. گروه راک بریتانیایی «پینک فلوید» در سال ۱۹۷۲ کنسرت زنده‌ای را در منطقه پمپئی بنام «پینک فلوید: زنده در پمپئی» برگزار نمود. در سال ۲۰۱۶ «دیوید گیلمور» خواننده و گیتاریست افسانه‌ای این گروه در حمایت از آلبوم خود «قفل را بچرخان» پس از ۴۴ سال مجدداً به منطقه این مکان باستانی بازگشت. کنسرتی که بسیار باشکوه برگزار شد و عنوان بهترین کنسرت سال را از آن خود کرد.

## نگارخانه

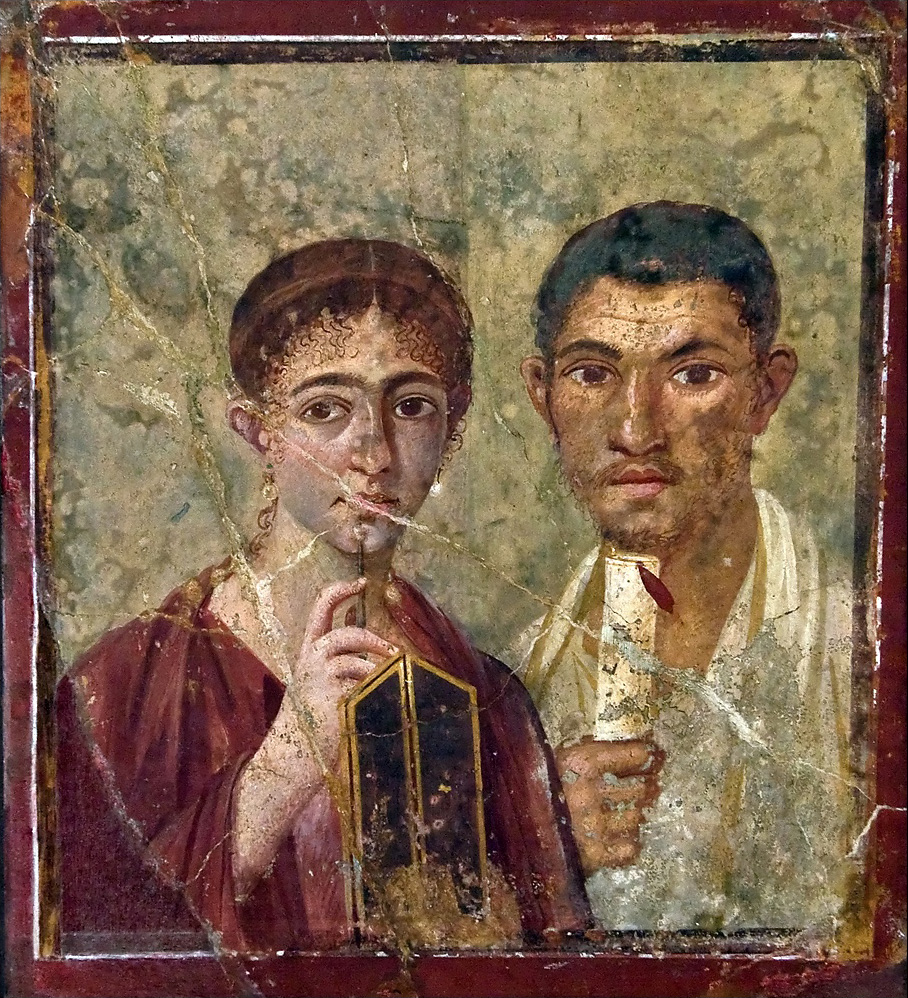
نقاشی‌ای از یک زوج بر دیوار یکی از خانه‌های شهر
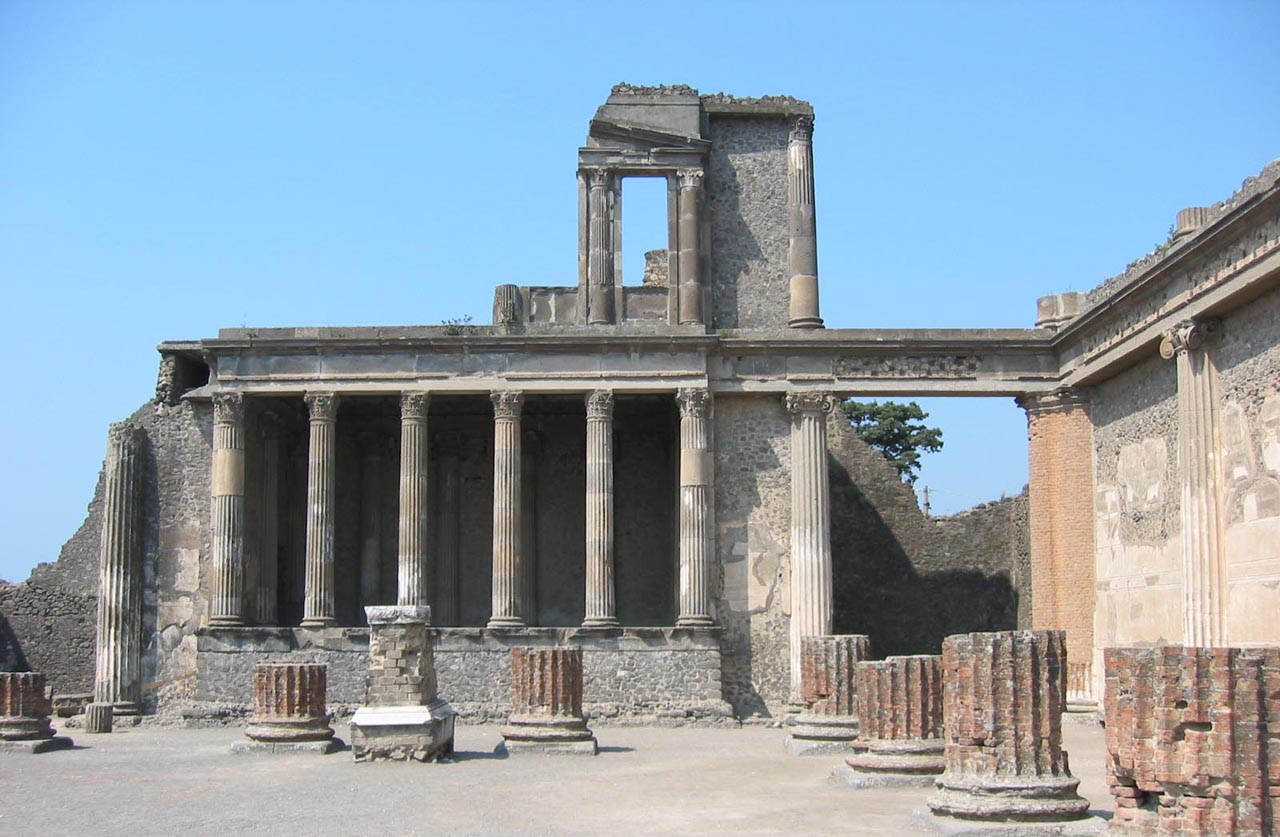
باسیلیکای پمپئی
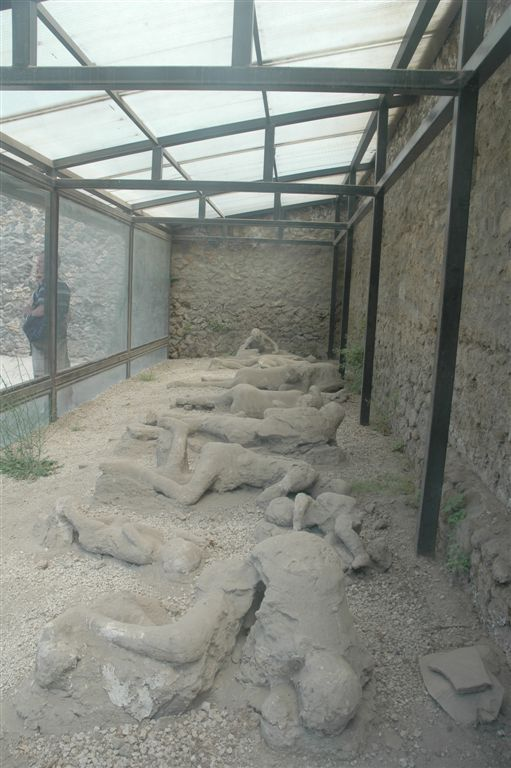
نمونه‌های قالب‌گیری‌شده از قربانیان فوران وزوو در سال ۷۹
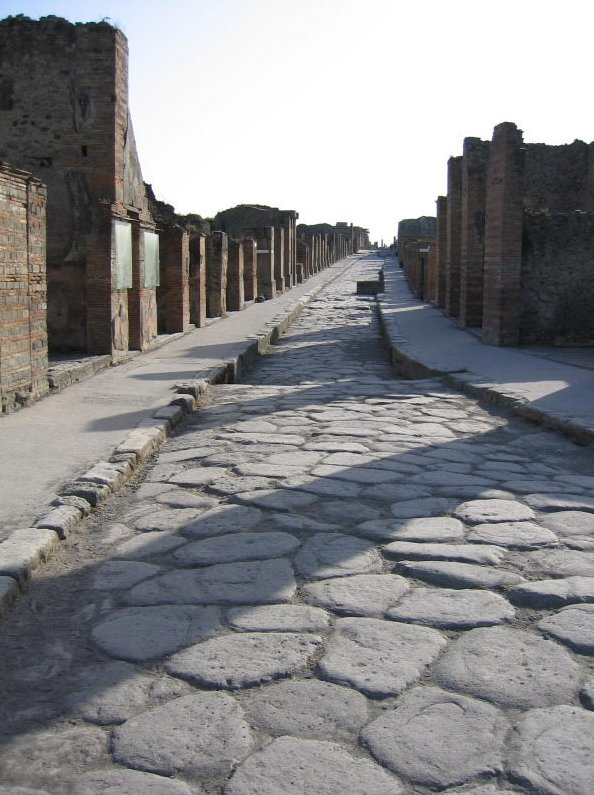
نمایی از یکی از خیابان‌های شهر
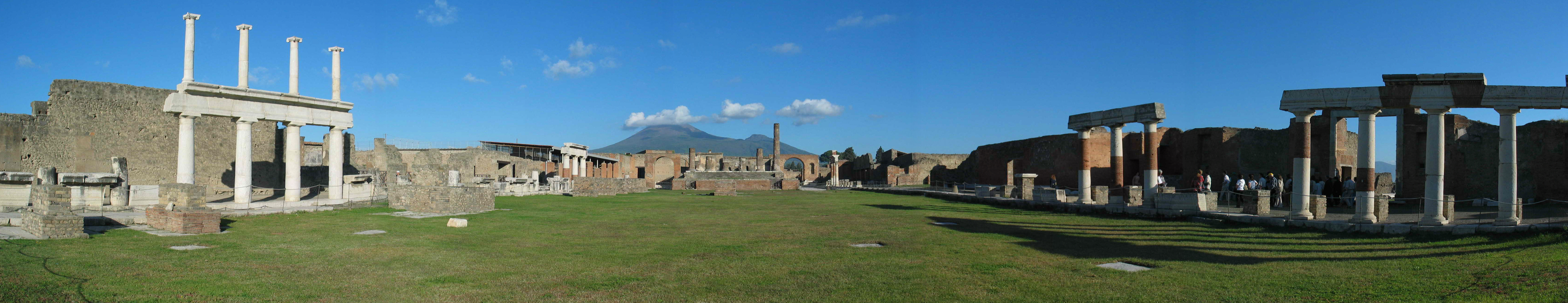
سراسرنمایی از فوروم پمپئی و آتشفشان وزوو در پس‌زمینه
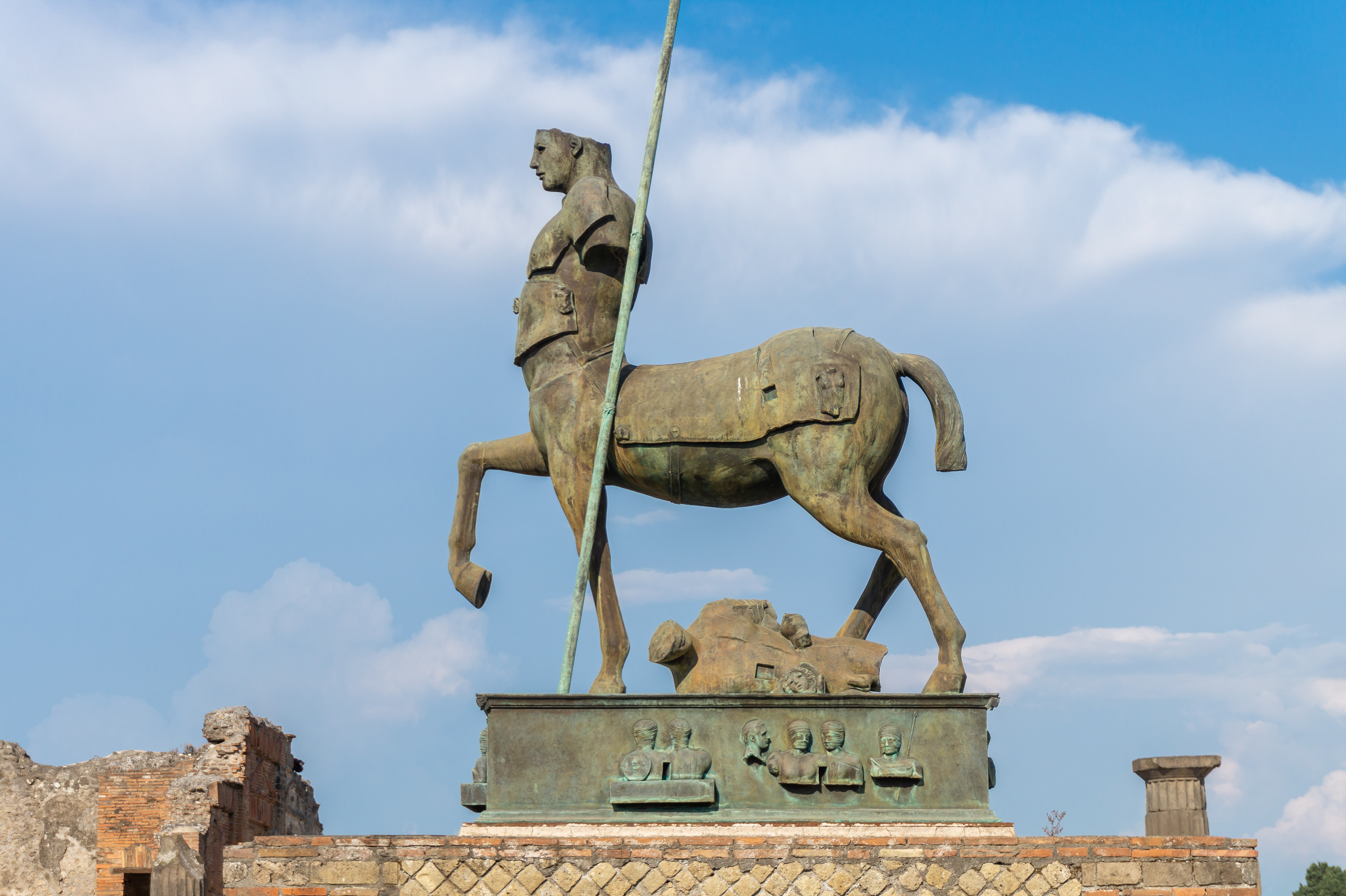
تندیسی از سانتور در فروم پمپئی